# 豊頃大橋
豊頃大橋（とよころおおはし）は、北海道中川郡豊頃町の十勝川に架かる国道38号の橋である。

## 概要
下流側の茂岩橋の幅員が狭く大型自動車の交差に危険が伴うことや、老朽化の為新橋の建設が要望されたことから、1976年5月に茂岩橋上流500 m地点にて着工した。なお、工事期間中の仮称は『新茂岩橋』であった。
1983年9月13日に渡橋式が挙行され開通。橋長984.2 m、幅員11.0 m（うち歩道2.5 m）、支間140.0 mのニールセン系ローゼ桁橋で、北海道内では初で、全国でも7番目であった。